# Komo-Mondah
Komo-Mondah è un dipartimento della provincia di Estuaire, in Gabon che ha come capoluogo Ntoum.